# Aphelasterias japonica
Aphelasterias japonica — вид морских звезд из отряда Forcipulatida. В ископаемом состоянии неизвестны.
Размах лучей до 24 см. Лучей обычно 5, они довольно длинные и легко отламываются. Центральный диск небольшой. Иглы и пластинки на верхней стороне сгруппированы короткими поперечными рядами. Она ярко-малинова, а нижняя сторона беловатая. Обивает вдоль азиатского побережья Тихого океана у берегов Японии, Приморского края, Курил и Сахалина (залив Анива). Живёт на глубине от 0 до 80 метров, обычно на каменистом дне. Совершают сезонные миграции. Хищник, поедает в основном некрупных моллюсков. В Южном Приморье размножается в августе-сентябре. Личинки планктонные.